# Grand'Landes
Grand'Landes är en kommun i departementet Vendée i regionen Pays de la Loire i västra Frankrike. Kommunen ligger i kantonen Palluau som tillhör arrondissementet Les Sables-d'Olonne. År 2022 hade Grand'Landes 725 invånare.

## Befolkningsutveckling
Antalet invånare i kommunen Grand'Landes
| Referens: INSEE |